# Optimalnostna teorija
Optimalnostna teorija je jezikoslovna teorija, ki sta jo predlagala Alan Prince in Paul Smolensky. Uveljavila se je predvsem v fonologiji, morfonologiji in oblikoslovju (za kar je poleg Alana Princea zaslužen še John McCarthy), nekaj tudi v skladnji, manj pa na drugih jezikovnih ravninah. 
Optimalnostna teorija v slovnici jezika ključno vlogo daje omejitvam (angl. constraints), ki so univerzalne (jeziki pa se razlikujejo glede na to, kako jih rangirajo). Optimalni kandidat je tisti par vnosa (inputa) rezultata (outputa), ki ne krši oz. najmanj krši visoko rangirane omejitve (v primerjavi z drugimi kandidati).